# Mariano Azuela
Mariano Azuela González född 1 januari 1873 i Lagos de Moreno, död 1 mars 1952 i Mexico City, mexikansk författare och läkare, mest känd är han för sina verk om den Mexikanska revolutionen 1910-1919. Han skrev romaner, verk för teatern och litteraturkritik.
Under den tid Mexikanska revolutionen pågick och där han deltog som militärläkare, skrev Azuela om kriget och dess påverkan på Mexiko. Senare tvingades han emigrera till El Paso, Texas. Där skrev han Los de abajo, som följer en bondes utveckling från upprorsman till revolutionsgeneral och som beskriver striderna under Mexikanska revolutionen, baserad på hans egna erfarenheter om dess karaktär. 1917 flyttade han till Mexico City där han under resten av sitt liv fortsatte att skriva och arbeta som läkare för de fattiga.